# Eptatretus yangi
Eptatretus yangi – gatunek bezszczękowca z rodziny śluzicowatych (Myxinidae). 

## Zasięg występowania
Okolice Tajwanu i Morze Południowochińskie.

## Cechy morfologiczne
Osiąga maksymalnie 29,6 cm długości całkowitej. 5 par worków i otworów skrzelowych, położonych nieregularnie, blisko siebie. 68-79 gruczołów śluzowych, w tym 17-23 przedskrzelowe, 39-47 tułowiowych i 7-12 ogonowych.

## Biologia i ekologia
Występuje na głębokości 20-50 m.